# Мехмет Несих Йозмен (квартал)
„Мехмет Несих Йозмен“ (на турски: Mehmet Nesih Özmen) е квартал на Истанбул, разположен в околия Гюнгьорен. Според данни на Адресната система за регистриране на населението (ABPRS) към 2023 г. населението на „Мехмет Несих Йозмен“ е 8526 жители.